# Арвід Карлссон
Арвід Карлссон (швед. Arvid Carlsson) (нар. 25 січня 1923, Упсала, Швеція — пом. 29 червня 2018, Гетеборг, Гетеборг) — шведський фармаколог, лауреат Нобелівської премії. Досліджував властивості нейромедіатору дофаміну і його вплив на пацієнтів із хворобою Паркінсона.

## Біографія
Народився в Уппсалі, в родині історика Готфрида Карлссона. Закінчив медичний факультет Лундського університету. В 1944 році, під час навчання, брав участь в професійному медичному огляді групи ув'язнених німецьких концентраційних таборів, звільнених завдяки ініціативі Фольке Бернадота, члена шведської королівської сім'ї.
Служив в лавах шведських збройних сил. В 1951 отримав ступінь ліценціята медицини, а через якийсь час і доктора. Деякий час викладав в Лундському університеті. В 1959 перейшов на роботу в Гетеборзький університет.
В 1957 році довів, що дофамін є не тільки попередником норадреналіну, а й виконує в мозку роль нейромедіатора Працюючи на замовлення компанії Astra AB, Карлссон з колегами зміг синтезувати з бромфеніраміну перший селективний інгібітор зворотного захоплення серотоніну — зімелідин. Карлссон також розробив метод вимірювання кількості дофаміну в тканинах мозку. Він продемонстрував зв'язок між рівнем дофаміну в базальних гангліях і контролем над руховими функціями, вводячи піддослідним тваринам резерпін, що пригнічує дію дофаміну і приводить до зниження його кількості в мозковій речовині. Подібний процес був відзначений і при хворобі Паркінсона. За допомогою леводопи Карлссону вдалося частково припинити процес і зняти у пацієнтів з хворобою Паркінсона деякі симптоми.
Був противником фторування води.

## Нагороди та визнання
- 1974:Премія Андерса Яре з медицини[no]
- 1975:член Шведської королівської академії наук[10]
- 1979:Премія Вольфа з медицини[en]
- 1981:Björkénska priset[sv]
- 1982:Міжнародна премія Гайрднера
- 1994:премія Японії.
- 1994:Robert J. and Claire Pasarow Foundation Medical Research Award[en]
- 1997:Золота медаль Крепеліна[de]
- 1999:Премія Антоніо Фельтрінеллі
- 2000:Нобелівська премія з фізіології або медицини.